# 千川純一
千川 純一（ちかわ じゅんいち、1930年10月26日 - 2021年12月15日）は、日本の物理学者。和歌山県出身。紫綬褒章受章。

## 略歴
1953年京都大学理学部物理学科卒、1961年理学博士（京都大学、旧制）。
1960年からNHK放送科学基礎研究所でX線回折による結晶の成長と完全性の研究を行い、1984年から1991年まで文部省高エネルギー物理学研究所放射光実験施設長、姫路工業大学教授を経て、1996年から兵庫県立先端科学技術支援センター所長。大型放射光施設SPring-8に県専用ビームラインを提案、産官学の研究を推進している。1990年、日本放射光学会会長。1991年、総合研究大学院大学名誉教授。1992年から1993年まで、日本結晶成長学会会長。2000年、日本学士院賞。
1961年、京都大学より理学博士の学位を取得。論文の題は「多陽極比例計数管X線回折装置」。

## 受賞
- 1974年 第20回大河内記念技術賞
- 1977年 第19回科学技術功労者表彰
- 1985年 第2回日本結晶成長学会論文賞「Live X-ray Topography」[6]
- 1985年 紫綬褒章
- 2000年 日本学士院賞[7]